# Episode Six
Gli Episode Six erano un gruppo musicale britannico attivo dal 1963 al 1969.

## Storia
Il gruppo trasse origine da due gruppi amatoriali, i Madisons, comprendenti Roger Glover (basso), Tony Lander (chitarra) e Harvey Shields (batteria), e i Lightnings, guidati dai fratelli Sheila e Graham Carter-Dimmock, rispettivamente alle tastiere e alla chitarra, e dal cantante Andy Ross. A ottobre 1963 si unirono esibendosi per qualche tempo come Lightnings per poi assumere a luglio dell'anno successivo il nome di Episode Six. Lo stile del gruppo, attivo a livello semiprofessionistico, era caratterizzato da pregevoli spunti melodici e ballate, supportati da un ben riuscito disegno vocale, e risente dell'influenza di generi allora in voga, come soul e beat.
Il 1965 sancì l'esordio professionistico, attraverso una serie di concerti in Germania con il manager Helmut Gordon, il quale procurò un contratto con l'etichetta Pye Records per poi però abbandonare il gruppo, rilevato da Gloria Bristow, che lo seguirà fino al termine dell'attività. Nello stesso anno, conclusa la parentesi tedesca, Ross venne sostituito da Ian Gillan. Nel 1966 venne pubblicato Put Yourself In My Place. Dopo la Germania la tappa estera successiva fu il Libano tra la fine del 1966 e l'inizio del 1967, riuscendo a piazzare tre singoli nella Top 10 locale, compilata da un paio di negozi di Beirut.
Tuttavia, al rientro in patria, il gruppo deve prendere atto che il suo sound è ormai obsoleto rispetto a quello dei gruppi emergenti del rock britannico come Deep Purple e Led Zeppelin. Questa situazione impone agli Episode Six un cambiamento di rotta, che evidenzia ulteriormente la loro capacità di adeguare lo stile alle tendenze del momento.
A settembre 1967 il batterista Harvey Shields lasciò il gruppo, sostituito da John Kerrison, mentre aì ottobre venne pubblicato l'ultimo singolo con la Pye (I Can See Through You). Nell'estate del 1968 anche Kerrison abbandonò, rimpiazzato da Mick Underwood, mentre gli ultimi lavori, orientati al progressive rock e realizzati nel periodo maggio 1968 - febbraio 1969, furono incisi per MGM e Chapter One. A marzo, grazie a Les Reed, proprietario di quest'ultima etichetta, gli Episode Six presero parte alla colonna sonora del film Les bicyclettes de Belsize. A luglio Gillan e Glover si uniscono però ai Deep Purple decretando la fine degli Episode Six, i quali proseguirono l'attività fino a settembre con l'inserimento di Pete Robinson e John Gustafson. Successivamente Sheila e Graham Carter-Dimmock allestiscono una nuova formazione, la quale non riesce, però, a trovare spazio nei circuiti più importanti, scomparendo in breve tempo dalla scena musicale.

## Discografia
Gli Episode Six non hanno realizzato alcun album, ma soltanto alcuni singoli a 45 giri (sette dei quali per la Pye Records) poi raccolti in alcune compilation.

### Singoli
- "Put Yourself in My Place" b/w "That's All I Want" (21 January 1966)
- "When I Hear Trumpets Blow" b/w "True Love Is Funny (That Way)" (29 April 1966)
- "Here, There and Everywhere" b/w "Mighty Morris Ten" (19 August 1966)
- "I Will Warm Your Heart" b/w "Incense" (4 November 1966) (as Sheila Carter & Episode Six)
- "Love-Hate-Revenge" b/w "Baby, Baby, Baby" (3 February 1967)
- "Morning Dew" b/w "Sunshine Girl" (9 June 1967)
- "I Can See Through You" b/w "When I Fall In Love" (6 October 1967)
- "Little One" b/w "Wide Smiles" (3 May 1968) (as Episode)
- "Lucky Sunday" b/w "Mr. Universe" (25 October 1968)
- "Mozart Versus The Rest" b/w "Jak D'Or" (14 Feb. 1969)

### Compilation
- The Complete Episode Six (Sequel, 1991 – Collectable Records, 1994)
- Cornflakes And Crazyfoam (Purple Records, 2002), 2 CD
- Love, Hate, Revenge (Castle Music, 2005), 2 CD.